# بيلي غراهام (ملاكم)
بيلي غراهام (بالإنجليزية: Billy Graham)‏ مواليد 09 سبتمبر 1922 في نيويورك، الولايات المتحدة - الوفاة 22 يناير 1992، كان ملاكم أمريكي صنّف ضمن فئة وزن الوسط. دخل قاعة مشاهير الملاكمة الدولية.

## إحصائيات
خاض خلال مسيرته 126 نزالا، فاز في 102 وتعادل في 9 وخسر في 15. فاز بالضربة القاضية في 27 نزالا.

## روابط خارجية
- بيلي غراهام على موقع بوكس ريك (الإنجليزية) (registration required)